# جفری بلیتز

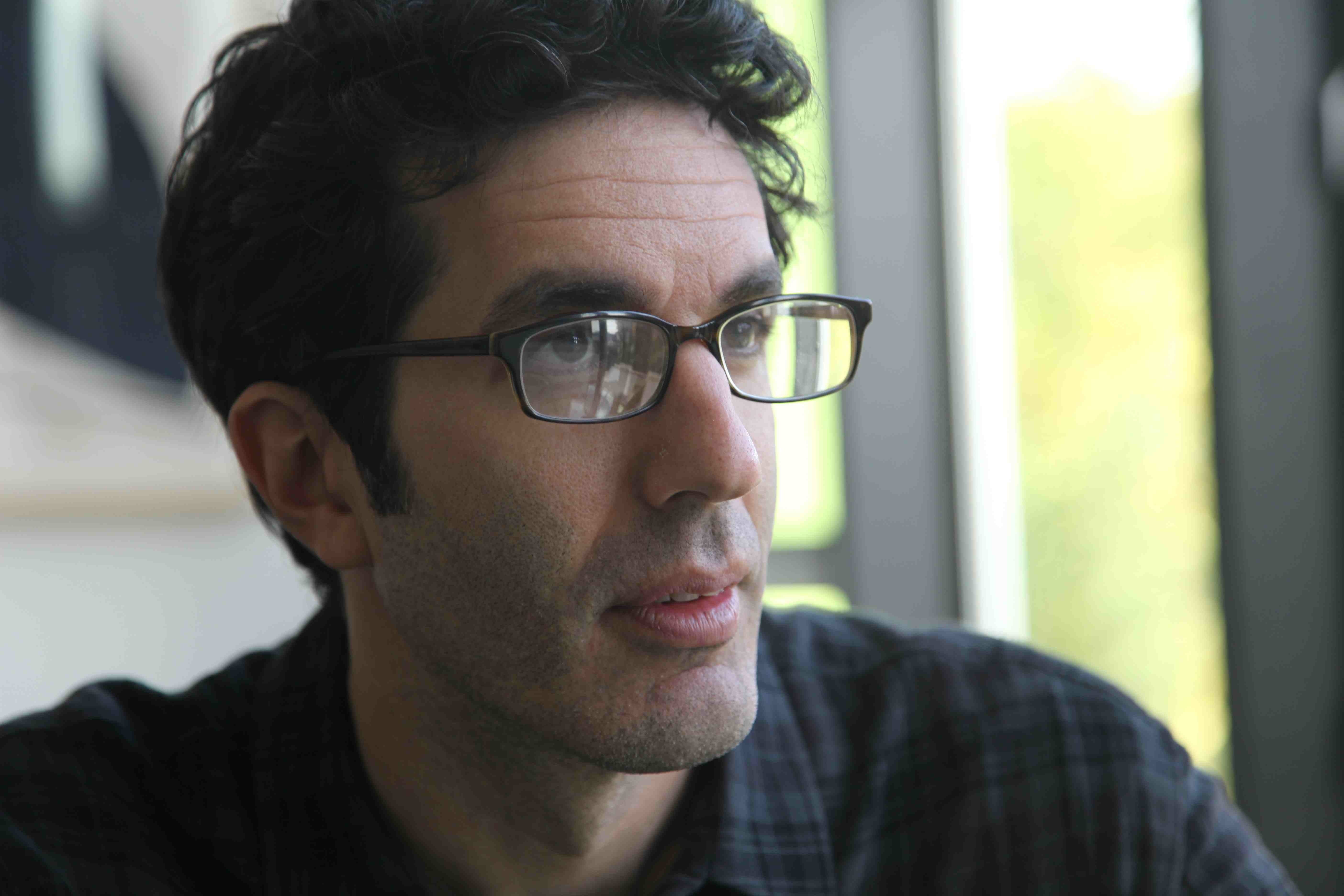
تصویری از جفری بلیتز

جفری بلیتز (انگلیسی: Jeffrey Blitz) کارگردان، تهیه‌کننده و فیلم‌نامه‌نویس اهل ایالات متحده آمریکا است.
وی همچنین برندهٔ جوایزی همچون جوایز امی ساعات پربیننده شده‌است.